# Мир Хасан Бег I
Мир Хасан Бег I (курд. Mîr Hesen beg I, ум. в 1810 г.) — эмир Шейхана и всех езидов, правивший в XVIII веке. Правил после Мира Ханджал Бега до 1810 года. Два его сына Али и Джасым продолжили правление Шейханом.